# Dimentica (Raf)
Dimentica è un brano musicale di Raf, primo singolo estratto dall'album Passeggeri distratti del 2006. Il brano è stato presentato per la prima volta nel corso della trasmissione Top of the Pops.
Il singolo ha avuto subito molto successo piazzandosi al terzo posto della classifica italiana dei singoli più venduti il 25 maggio 2006. Ha raggiunto anche il podio dei più trasmessi in radio.

## Tracce
1. Dimentica
2. La danza della pioggia (live)

## Classifiche
| Classifica (2006) | Posizione massima |
| ----------------- | ----------------- |
| Italia            | 3                 |

### Classifiche di fine anno
| Classifica (2006) | Posizione |
| ----------------- | --------- |
| Italia            | 35        |